# Bill Quinn
William Tyrrell „Bill“ Quinn (* 6. Mai 1912 in New York City, New York; † 29. April 1994 in Camarillo, Kalifornien) war ein US-amerikanischer Schauspieler.

## Leben
Quinn begann seine Karriere schon im Kindesalter als Vaudeville-Künstler und hatte sein Broadway-Debüt unter dem Namen „Billy Quinn“ bereits im Alter von sechs Jahren. 1924 trat er zudem als Kinderdarsteller in einem Stummfilm auf. Später gehörte er zum Radio-Ensemble von Orson Welles’ Mercury Theatre. Nach vielen Jahren am Theater, darunter viele Broadway-Produktionen, zog es ihn ab Mitte der 1950er Jahre nach Hollywood. 1958 erhielt er die Rolle des Bartenders Frank Sweeney in der erfolgreichen Westernserie Westlich von Santa Fé, die er bis 1963 in 38 Episoden darstellte, und durch die er es zu einer gewissen Bekanntheit beim US-amerikanischen Fernsehpublikum brachte.
Seine Spielfilmkarriere verlief weniger erfolgreich. Zwar wirkte er in einigen bekannten Spielfilmen mit, darunter Otto Premingers Filmdrama Sturm über Washington, Alfred Hitchcocks Thriller Die Vögel und der Literaturverfilmung Die 27. Etage; seine Rollen waren jedoch allesamt untergeordneter Natur und teilweise nicht einmal im Abspann genannt. Besser verlief dagegen seine Fernsehkarriere, er hatte zahllose Gastrollen in den verschiedensten Serienformaten und war unter anderem in wiederkehrenden Rollen in Der Chef, Männerwirtschaft, Owen Marshall – Strafverteidiger und Mary Tyler Moore zu sehen. In der Sitcom All in the Family hatte er eine wiederkehrende Gastrolle als Mr. Van Ranseleer; eine Rolle, die er auch im Spinoff Archie Bunker’s Place in 61 Episoden darstellte. Eine seiner wenigen größeren Spielfilmrollen gab er 1981 im von Dan O’Bannon geschriebenen Horrorfilm Tot & begraben neben Robert Englund. In seiner letzten Rolle stellte er den Vater von Dr. Leonard „Pille“ McCoy in Star Trek V: Am Rande des Universums dar.
Sein Schwiegersohn war der bekannte Komiker und Schauspieler Bob Newhart.

## Filmografie (Auswahl)

### Serien
- 1958: Perry Mason
- 1958–1963: Westlich von Santa Fé (The Rifleman)
- 1959: Bonanza
- 1959, 1961: Kein Fall für FBI (The Detectives, 2 Folgen)
- 1961: Alfred Hitchcock präsentiert
- 1963: 77 Sunset Strip
- 1964: Die Leute von der Shiloh Ranch (The Virginian)
- 1965: Big Valley (The Big Valley)
- 1966: Laredo
- 1967: Bezaubernde Jeannie (I Dream of Jeannie)
- 1968–1970: Der Chef (Ironside)
- 1970–1973: Männerwirtschaft (The Odd Couple)
- 1971: Hawaii Fünf-Null (Hawaii Five-O)
- 1971–1973: Owen Marshall – Strafverteidiger (Owen Marshall: Counselor at Law)
- 1972: Mary Tyler Moore
- 1973, 1975: Barnaby Jones (2 Folgen)
- 1974: Detektiv Rockford – Anruf genügt (The Rockford Files)
- 1975: Unsere kleine Farm (Little House on the Prairie)
- 1976: Die knallharten Fünf (S.W.A.T.)
- 1978–1979: All in the Family
- 1979–1983: Archie Bunker’s Place
- 1984: Dallas
- 1984: Ein Engel auf Erden (Highway to Heaven)
- 1986: Golden Girls (The Golden Girls)

### Filme
- 1959: Der Zorn des Gerechten (The Last Angry Man)
- 1960: Der Kommandant (The Mountain Road)
- 1960: Von der Terrasse (From the Terrace)
- 1961: Geh nackt in die Welt (Go Naked in the World)
- 1962: Sturm über Washington (Advise & Consent)
- 1962: Ein Fremder kam an (Five Finger Exercise)
- 1963: Die Vögel (The Birds)
- 1963: Ob blond – ob braun (It Happened at the World’s Fair)
- 1965: Die 27. Etage (Mirage)
- 1965: Das teuflische Spiel (Brainstorm)
- 1967: Das Teufelsweib von Texas (The Ballad of Josie)
- 1969: Der Mann, der mir gefällt (Un homme qui me plaît)
- 1976: Die Entführung des Lindbergh-Babys (The Lindbergh Kidnapping Case)
- 1978: Killer-Bienen II – Terror aus den Wolken (Terror out of the Sky)
- 1981: Tot & begraben (Dead & Buried)
- 1982: Die unheimlichen Zwei (Mysterious Two)
- 1983: Unheimliche Schattenlichter (Twilight Zone: The Movie)
- 1989: Star Trek V: Am Rande des Universums (Star Trek V: The Final Frontier)

## Broadway (Auswahl)
- 1923: The Blue Bird
- 1926: They All Want Something
- 1930: As Good as New
- 1932: Angels Don't Kiss
- 1935: Winterset
- 1953: The Remarkable Mr. Pennypacker
- 1957: The Genius and the Goddess